# Olympische Sommerspiele 1996/Leichtathletik – 4 × 100 m (Frauen)

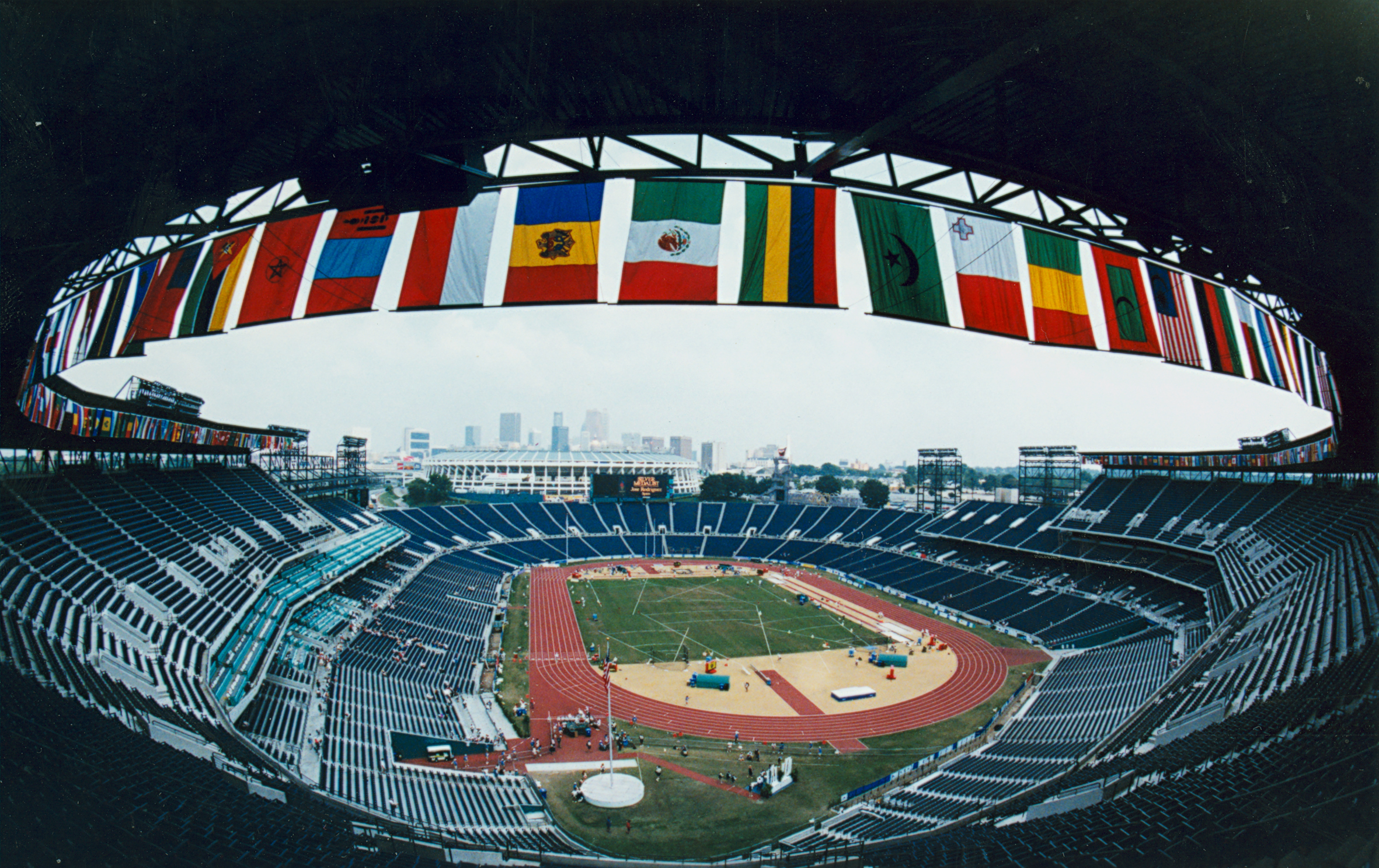
Das Centennial Olympic Stadium von Atlanta im Jahr 1996

Die 4-mal-100-Meter-Staffel der Frauen bei den Olympischen Spielen 1996 in Atlanta wurde am 2. und 3. August 1996 im Centennial Olympic Stadium ausgetragen. In 22 Staffeln nahmen 93 Athletinnen teil.
Olympiasiegerinnen wurden die Vereinigten Staaten in der Besetzung Chryste Gaines, Gail Devers (Finale), Inger Miller und Gwen Torrence sowie der im Vorlauf eingesetzten Carlette Guidry.
Die Silbermedaille ging an Bahamas mit Eldece Clarke, Chandra Sturrup (Finale), Savatheda Fynes und Pauline Davis sowie der im Vorlauf außerdem eingesetzten Debbie Ferguson.
Bronze gewann Jamaika mit Michelle Freeman, Juliet Cuthbert (Finale), Nikole Mitchell und Merlene Ottey (Finale) sowie den im Vorlauf darüber hinaus eingesetzten Gillian Russell und Andria Lloyd.

Auch die in den Vorläufen für die Medaillengewinner eingesetzten Läuferinnen erhielten entsprechendes Edelmetall.
Die deutsche Staffel konnte ihren Vorlauf nicht beenden.

Staffeln aus der Schweiz, Österreich und Liechtenstein nahmen nicht teil.

## Aktuelle Titelträgerinnen
| Olympiasieger 1992                      | USA                 | 42,11 s | Barcelona 1992       |
| Weltmeister 1995                        | USA                 | 42,12 s | Göteborg 1995        |
| Europameister 1994                      | Deutschland         | 42,90 s | Helsinki 1994        |
| Panamerikanischer Meister 1995          | USA                 | 43,55 s | Mar del Plata 1995   |
| Zentralamerika und Karibik-Meister 1995 | Kuba                | 44,41 s | Guatemala-Stadt 1995 |
| Südamerika-Meister 1995                 | Brasilien           | 44,97 s | Manaus 1995          |
| Asienmeister 1995                       | Volksrepublik China | 44,27 s | Jakarta 1995         |
| Afrikameister 1996                      | Kamerun             | 44,7 s  | Yaoundé 1996         |
| Ozeanienmeister 1994                    | Fidschi             | 47,10 s | Auckland 1994        |

## Bestehende Rekorde
| Weltrekord         | 41,37 s | DDR (Silke Gladisch, Sabine Günther, Ingrid Auerswald, Marlies Göhr) | Canberra, Australien                           | 6. Oktober 1985 |
| Olympischer Rekord | 41,60 s | DDR (Romy Müller, Bärbel Wöckel, Ingrid Auerswald, Marlies Göhr)     | Finale OS Moskau, Sowjetunion (heute Russland) | 1. August 1980  |

Der bestehende olympische Rekord wurde bei diesen Spielen nicht erreicht. Im schnellsten Rennen, dem Finale, verfehlten die Vereinigten Staaten als Olympiasieger mit 41,95 s diesen Rekord um 35 Hundertstelsekunden. Zum Weltrekord fehlten dem Team 58 Hundertstelsekunden.

## Vorrunde
2. August 1996
Die Staffeln wurden in drei Läufe gelost. Für das Finale qualifizierten sich pro Lauf die ersten beiden Mannschaften. Darüber hinaus kamen die zwei Zeitschnellsten, die sogenannten Lucky Loser, weiter. Die direkt qualifizierten Teams sind hellblau, die Lucky Loser hellgrün unterlegt.
Anmerkung:
Alle Zeiten sind in Ortszeit Atlanta (UTC−5) angegeben.

### Vorlauf 1
10:00 Uhr
| Platz | Staffel                      | Besetzung                                                                    | Zeit (s) |
| ----- | ---------------------------- | ---------------------------------------------------------------------------- | -------- |
| 1     | USA                          | Chryste Gaines Carlette Guidry (Vorlauf) Inger Miller Gwen Torrence          | 42,49    |
| 2     | Bahamas                      | Eldece Clarke Savatheda Fynes Debbie Ferguson (Vorlauf) Pauline Davis        | 43,14    |
| 3     | Australien                   | Sharon Cripps Kylie Hanigan Lauren Hewitt Jodi Lambert                       | 43,75    |
| 4     | Kolumbien                    | Mirtha Brock Felipa Palacios Patricia Rodríguez Zandra Borrero               | 44,16    |
| 5     | Kuba                         | Idalia Hechavarría Aliuska López Dainelky Pérez Liliana Allen                | 44,32    |
| 6     | Amerikanische Jungferninseln | Maria Noel Ameerah Bello Jilma Patrick Rochelle Thomas                       | 46,09    |
| DNF   | Kamerun                      | Myriam Léonie Mani Georgette Nkoma Edwige Abena Fouda Sylvie Mballa Éloundou |          |
| DSQ   | Antigua und Barbuda          | Sonia Williams Dine Potter Charmaine Thomas Heather Samuel                   |          |

### Vorlauf 2
10:05 Uhr
| Platz | Staffel        | Besetzung                                                                               | Zeit (s) |
| ----- | -------------- | --------------------------------------------------------------------------------------- | -------- |
| 1     | Jamaika        | Michelle Freeman Gillian Russell (Vorlauf) Nikole Mitchell Andria Lloyd (Vorlauf)       | 43,36    |
| 2     | Nigeria        | Chioma Ajunwa Mary Tombiri-Shirey Christy Opara-Thompson Mary Onyali                    | 43,54    |
| 3     | Großbritannien | Angie Thorp Marcia Richardson Simmone Jacobs Katharine Merry                            | 43,88    |
| 4     | Thailand       | Sunisa Kawrungruang Kwuanfah Inchareon Savitree Srichure Supaporn Hubson                | 45,62    |
| DNF   | Deutschland    | Andrea Philipp Silke Lichtenhagen Melanie Paschke Silke-Beate Knoll                     |          |
| DNF   | Madagaskar     | Lantoniaina Ramalalanirina Rivosoa Rakotondrabe Nicole Ramalalanirina Lalao Ravaonirina |          |
| DSQ   | Lesotho        | Sebongile Sello Mapotlaki Ts'ehlo Nteboheleng Koaeana Lineo Shoai                       |          |

### Vorlauf 3
10:10 Uhr
| Platz | Staffel             | Besetzung                                                                    | Zeit (s) |
| ----- | ------------------- | ---------------------------------------------------------------------------- | -------- |
| 1     | Russland            | Jekaterina Leschtschowa Galina Maltschugina Natalja Woronowa Irina Priwalowa | 43,00    |
| 2     | Frankreich          | Sandra Citte Odiah Sidibé Delphine Combe (Vorlauf) Patricia Girard-Leno      | 43,09    |
| 3     | Bulgarien           | Dessislawa Dimitrowa Petja Pendarewa Slatka Georgiewa Monika Gatschewska     | 44,19    |
| 4     | Finnland            | Johanna Manninen Sanna Hernesniemi Heidi Suomi Anu Pirttimaa                 | 44,21    |
| 5     | Kanada              | Keturah Anderson Tara Perry LaDonna Antoine Lesley Tashlin                   | 44,34    |
| DNF   | St. Kitts und Nevis | Bernadeth Prentice Bernice Morton Elricia Francis Valma Bass                 |          |
| DSQ   | Sierra Leone        | Eunice Barber Sia Kamanor Sama Fornah Melrose Mansaray                       |          |

## Finale
3. August 1996, 19:00 Uhr
| Platz | Staffel        | Besetzung | Zeit (s) |
| ----- | -------------- | --- | -------- |
| 1     | USA            | Chryste Gaines Gail Devers (Finale) Inger Miller Gwen Torrence in den Vorläufen außerdem: Carlette Guidry                                | 41,95    |
| 2     | Bahamas        | Eldece Clarke Chandra Sturrup (Finale) Savatheda Fynes Pauline Davis in den Vorläufen außerdem: Debbie Ferguson                          | 42,14    |
| 3     | Jamaika        | Michelle Freeman Juliet Cuthbert (Finale) Nikole Mitchell Merlene Ottey (Finale) in den Vorläufen außerdem: Gillian Russell Andria Lloyd | 42,24    |
| 4     | Russland       | Jekaterina Leschtschowa Galina Maltschugina Natalja Woronowa Irina Priwalowa                                                             | 42,27    |
| 5     | Nigeria        | Chioma Ajunwa Mary Tombiri-Shirey Christy Opara-Thompson Mary Onyali                                                                     | 42,56    |
| 6     | Frankreich     | Sandra Citte Odiah Sidibé Patricia Girard-Leno Marie-José Pérec (Finale) in den Vorläufen außerdem: Delphine Combe                       | 42,76    |
| 7     | Australien     | Sharon Cripps Kylie Hanigan Lauren Hewitt Jodi Lambert                                                                                   | 43,70    |
| 8     | Großbritannien | Angie Thorp Marcia Richardson Simmone Jacobs Katharine Merry                                                                             | 43,93    |

Als Favorit galt die US-Staffel, als stärkste Gegnerinnen die Athletinnen aus Russland.
Gegenüber den Vorläufen gab es in vier Staffeln insgesamt fünf Besetzungsänderungen:
- US-Staffel – Gail Devers lief für Carlette Guidry.
- Bahamas – Debbie Ferguson wurde ersetzt durch Chandra Sturrup.
- Jamaika – Juliet Cuthbert lief anstelle von Gillian Russell, Merlene Ottey anstelle von Andria Lloyd.
- Frankreich – Marie-José Pérec ersetzte Delphine Combe.

Im Finale führten die Russinnen bis zum ersten Wechsel. Die zweite Läuferin der USA, Gail Devers, brachte ihre Staffel an der Russin Galina Maltschugina vorbei auf den zweiten Platz, Chandra Sturrup von den Bahamas wechselte als Führende. Die Abstände zwischen den Teams waren sehr knapp. Die dritte US-Läuferin Inger Miller lief ein starkes Rennen in der Kurve, die US-Staffel lag jetzt vorne. Gwen Torrence sicherte den US-Sieg. Hinter den USA kam die Schlussläuferin der Bahamas Pauline Davis als Zweite ins Ziel vor Jamaika. Russland belegte Platz vier vor Nigeria und Frankreich.
Im sechzehnten olympischen Finale der 4-mal-100-Meter-Staffel der Frauen gab es den neunten Sieg der USA. Es war zugleich der vierte in Folge.

Die Bahamas errangen die erste olympische Medaille in dieser Disziplin.

## Videolinks
- Women’s 4x100m Relay Final – 1996 Summer Olympics in Atlanta, youtube.com, abgerufen am 17. Januar 2022
- Women’s 4x100m Relay Final Atlanta Olympics 1996, youtube.com, abgerufen am 8. März 2018